# Museo civico archeologico di Cologna Veneta

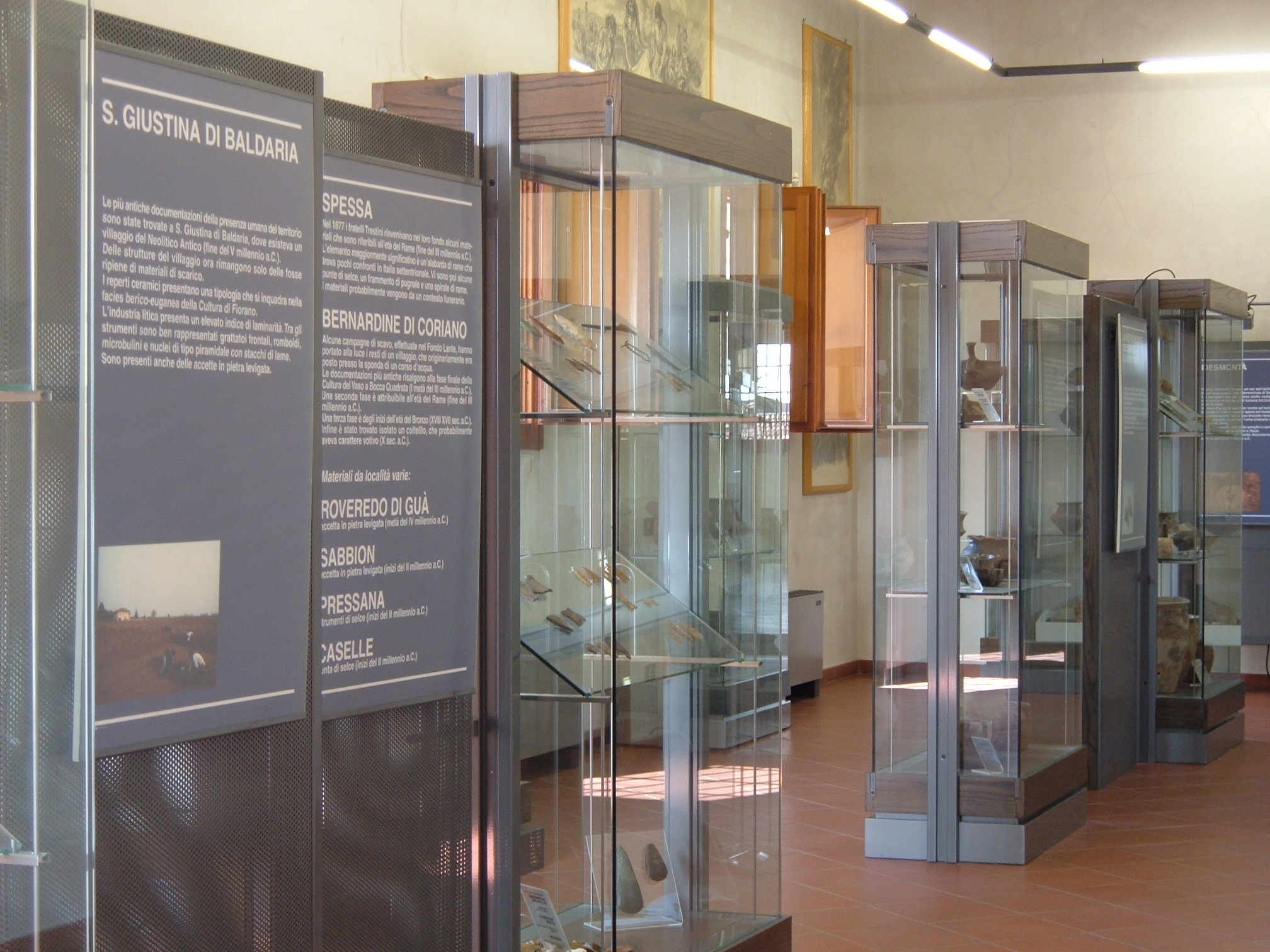
Sala I Museo Cologna Veneta

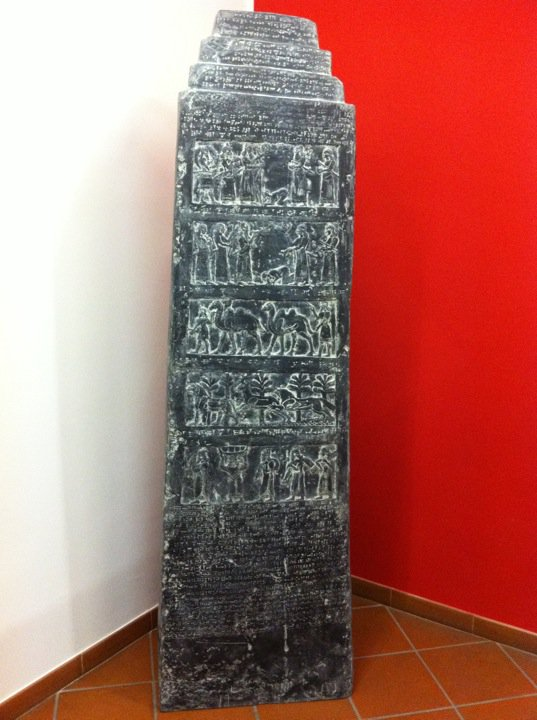
Obelisco Nero Museo Cologna Veneta

Il Museo civico archeologico di Cologna Veneta è un museo archeologico situato in piazza Duomo della cittadina di Cologna Veneta, in provincia di Verona.
La riproduzione in vetroresina dell'obelisco nero Assiro non è più presente nel museo, si trova ora presso la Biblioteca Civica di Cologna Veneta.

## Edificio
Ha sede nell'ottocentesco palazzo Monte di Pietà ed è il più antico museo della provincia: fu istituito nel 1892, a seguito delle scoperte archeologiche relative alla necropoli di Baldaria.

## Collezioni
L'attuale sede museale fu stabilita nel 1991 e comprende tre sale: nella prima (dedicata a Anna Rinaldi Gruber, studiosa del territorio colognese), ospita materiali preistorici dal Neolitico sino all'età del bronzo finale; la seconda sala, intitolata a Cesare Cardellini, consigliere comunale, ospita reperti dell'età del ferro; la terza sala, dedicata ad Eusebio Checchetti (cittadino che ebbe il merito di salvaguardare numerosi reperti durante la seconda guerra mondiale), ospita oggetti di età romana e longobarda, provenienti soprattutto dalle necropoli della zona, e un miliario dell'imperatore Magnenzio.
Al museo archeologico è collegata gestionalmente una seconda struttura, il Museo lapidario, che ospita lapidi, iscrizioni, anfore romane e alcuni calchi, tra cui quello di un focolare preistorico e una copia dell'Obelisco nero del sovrano assiro Salmanassar III.